# مشهدزلف آباد (مقاطعة فراهان)
مشهدزلف‌آباد (بالفارسية: مشهدزلف‌آباد) هي قرية تقع في مركزي في إيران. يقدر عدد سكانها بـ 135 نسمة بحسب إحصاء 2016.